# Cyperus noeanus
Cyperus noeanus är en halvgräsart som beskrevs av Pierre Edmond Boissier. Cyperus noeanus ingår i släktet papyrusar, och familjen halvgräs.
Artens utbredningsområde är Turkiet. Inga underarter finns listade i Catalogue of Life.